# Лундгрен, Джеффри
Дже́ффри Дон Лу́ндгрен (англ. Jeffrey Don Lundgren, 3 мая 1950 года — 24 октября 2006 года) — американский массовый убийца и бывший член Реорганизованной церкви Иисуса Христа святых последних дней. В 1989 году расстрелял семью из пяти человек, которая жила с ним с 1987 года, чтобы следовать его проповедям. Был приговорён к смертной казни путём смертельной инъекции и казнён 24 октября 2006 года.

## Биография
Джеффри Дон Лундгрен родился 3 мая 1950 года в городе Индепенденс, Миссури, США. Его родители были членами Реорганизованной церкви Иисуса Христа святых последних дней и воспитывали в строгости. Отец бил его почти за любую провинность, а мать закрывала глаза на всё это. В юношестве его мать умерла и после этого, его отец поселился в сельской местности на ферме и занимался охотой, Джеффри часто помогал ему на охоте и стал хорошо разбираться в стрелковом оружии. В школе был замкнутым одиночкой и почти ни с кем не общался. В старших классах увлёкся техническими науками и механикой. В 1968 году Лундгрен поступил в «Central Missouri State University», в том же году он начал посещать собрания молодёжного крыла Реорганизованной церкви Иисуса Христа святых последних дней. Там он познакомился с Элис Кипер и спустя два года они поженились. В этом же году Лундгрен бросил университет и записался в ВМС США.
2 декабря 1970 года у пары родился сын. Когда в 1974 году жена родила Лундгрену второго сына, он уволился в запас из флота. После этого семья перебралась в Сан-Диего, где прожила 5 лет, пока у Лундгрена не начались финансовые затруднения и проблемы с работой. В 1979 году, вскоре после рождения третьего ребёнка Джеффри вместе с семьей перебрался назад в Миссури. По рассказам соседей вскоре после этого Лундгрен стал агрессивным и раздражительным, часто ссорился и бил жену. В 1980 году в семье появился четвёртый ребёнок. В 1987 году Лундгрен создал собственную секту где начал проповедовать собственные учения. В этом же году членами его церкви стали более 20 человек. Все они жили в штате Огайо недалеко от своего учителя, а особо религиозная семья Эверли из пяти человек поселилась прямо на ферме проповедника. За 1988 год соседи четырежды вызывали полицию в дом Лундгренов. В конце концов Лундгрену надоело жить с семьёй Эверли, и его начало очень раздражать, что члены этой семьи недостаточно рьяно исполняют культовые обряды. После этого, он убедил остальных своих последователей, что бог хочет, чтоб они избавились от этой семьи и тогда все попадут в рай.

## Убийство
10 апреля 1989 года Лундгрен приказал двум членам своей секты вырыть яму в амбаре глубиной более 3 и шириной более 5 метров, что и было сделано. Днём 17 апреля 1989 года он по очереди, под разными предлогами заманил всех пятерых в амбар, где хладнокровно застрелил из пистолета. После этого другие члены секты помогли ему сбросить тела в яму и зарыть. 18 апреля 1989 года Лундгрен вместе с семьей скрылся в неизвестном направлении. Его секта расформировалась. В тот же день полицейские узнали о массовом убийстве и объявили Джеффри Лундгрена и его семью в розыск. В течение 9 месяцев полиция установила местонахождения всех его последователей, и один из них выдал Лундгрена. В феврале 1990 года он, вместе с женой был арестован. Также 13 из 20 членов его секты тоже были арестованы. Впоследствии 11 были отпущены.
Ферма, где произошло массовое убийство была снесена 13 ноября 2007 года.

## Суд и казнь
В том же 1990 году состоялся суд, на котором Джеффри Лундгрен заявил, что ни в чём не раскаивается и что совершил свои преступления по приказу Бога и Библии. Наконец Джеффри Дона Лундгрена приговорили к смертной казни с правом обжалования приговора. Его жена Алиса Лундгрен была признана виновной в укрывательстве мужа и пособничестве, и приговорена к пожизненному заключению без права на освобождение. Двое членов его секты, вырывших яму, были признаны виновными в пособничестве преступлению, и получили по 15 лет тюремного заключения. 2 августа 2006 года Верховный суд США в последний раз отказал Джеффри Лундгрену в замене смертной казни на пожизненное заключение, и назначил дату казни на 18 октября 2006 года.
За день до казни страдающий ожирением и диабетом 56-летний Джеффри Лундгрен вместе с ещё пятью заключёнными приговорёнными к смерти подал иск о негуманном способе исполнения казни. В связи с этим судья Грегори Фрост, рассматривавший дело Лундгрена, постановил, что казнь должна была отложена, однако, по словам судьи, затруднения, аналогичные тем, что возникли в Огайо, могут быть легко предотвращены. «Поэтому отсрочка проведения казни Лундгрена должна и может быть минимальной», — сделал заключение судья. Главный прокурор штата Цинциннати собирается обжаловать решение суда. 23 октября 2006 года суд штата Огайо оставил без удовлетворения иск осуждённых.
24 октября 2006 года Джеффри Дон Лундгрен был казнён путём введения смертельной инъекции, в «Southern Ohio Correctional Facility».